# Lilja (diktverk)
Lilja är namnet på ett isländskt diktverk från mitten av 1300-talet.  Det är en drapa som räknas som den största religiösa dikten från nordisk medeltid.
Inledningen skildrar Gamla testamentets tid. Huvudavdelningen skildrar frälsningsverket i två stävjamål och avslutningen innehåller ett anropande av Gud, Kristus och Maria samt en hälsning till läsaren. Dikten omfattar 100 strofer på det klangfulla versmåttet "hrynhenda", som efter denna sång även fått namnet liljulag.
Diktens författare är den isländske augustinmunken Eysteinn Ásgrímsson, död 1361. Samtida skrifter yttrar om denna sång att "alla skalder ville ha diktat Lilja", där författaren med lågande hänförelse ger uttryck åt sin tro i ett språk som på en gång är vältaligt och genom sin enkelhet utgör en avsiktlig motsats till det på den tiden rådande förkonstlade isländska skaldespråket.